# Ehsan Jami
Pour les articles homonymes, voir Jami (homonymie).
Ehsan Jami (né le 20 avril 1985 à Mashhad en Iran) est un homme politique néerlandais. Du 7 mars 2006 au 6 novembre 2007, il fut membre du conseil municipal de Leidschendam-Voorburg au nom du Parti travailliste (PvdA). À la suite de cela, il continue d'être membre du conseil municipal comme membre indépendant de la fraction Jami. En 2007, il fut l'un des deux fondateurs du Comité central pour les ex-musulmans.

## Biographie
Ehsan Jami est né Mashhad en Iran et y fut élevé. Son père fut médecin. Sa mère se convertit plus tard dans sa vie au christianisme. Fils de médecin, Jami put bénéficier de privilèges substantiels en République islamique de l'Iran. Dans une interview, Jami expliqua : « Mes grands-parents étaient musulmans, mais mon père n'était pas religieux et me permit de chercher ma propre vérité. ». Cependant, dans une autre interview, Jami décrivit son père comme musulman. Les activités politiques de son père forcèrent la famille de quitter le pays. Avec ses parents et sa sœur cadette, à l'âge de neuf ans, Jami arriva aux Pays-Bas en 1994 et obtint plus tard la nationalité néerlandaise.

### Carrière
Jami étudia la science du management pendant un an et demi aux Pays-Bas et rejoint le Parti travailliste en 2003. Il fut élu au conseil municipal de Leidschendam-Voorburg aux élections locales de mars 2006.
Après les attentats du 11 septembre 2001, Jami se mit à lire le Coran et les hadiths, après quoi il décida qu'il ne pouvait s'y identifier. Jami critiqua le prophète de l'islam Mahomet, le décrivant comme un criminel. Avec Loubna Berrada (fondatrice du Comité consultatif pour l'intégration, membre de l'aile droite du Parti libéral), il fonda le Comité central pour les ex-musulmans en 2007. L'organisation, soutenu par Afshin Ellian, a pour but d'aider les apostats de l'islam. Berrada quitta le comité quelque temps après la création du Comité car elle pensait que Jami remettait trop l'islam en cause, déclarant : « Je ne veux pas affronter l'islam en soit. Je veux seulement diffuser le message que les musulmans devraient pouvoir quitter l'islam sans être menacés. »
Le 4 août 2007, Jami fut attaqué dans la ville où il habite - Voorburg - par trois hommes. Il est généralement considéré que l'attaque est en rapport avec ses activités pour le Comité. Le coordinateur du bureau national de l'anti-terrorisme, le procureur et la police décidèrent lors d'une rencontre le 6 août que des mesures supplémentaires seraient nécessaires pour la protection de Jami.
En septembre 2007, il écrivit une tribune avec l'homme politique Geert Wilders dans le journal néerlandais de Volkskrant, liant la menace de l'islam à la montée d'Adolf Hitler dans les années 1930. Il s'agissait d'une réponse au coordinateur national du terrorisme Tjibbe Joustra, qui fit une remarque dans l'Algemeen Dagblad ; il critiquait le ton utilisé par certaines personnes dans les discussions sur l'islam.
Le 4 octobre 2007, Jami annonça qu'il travaillait sur un projet de film qui sortirait en février 2008 ; il le considérait aussi controversé que les caricatures de Mahomet du journal Jyllands-Posten. Le 31 mars 2008, le projet fut annulé sur demande du ministre de la Justice Ernst Hirsch Ballin, demande basée sur des menaces iraniennes.
Après quelques mois de délibération, Jami décida de sortir le film. Il le fut le 9 décembre 2008. L'annonce fut suivi par des appels d'organisations islamistes européennes pour le boycott des produits hollandais. Le Premier ministre Jan Peter Balkenende fit une déclaration d'excuses pour le film de Jami.
Après avoir exprimé son opinion jugé très critique contre l'islam, le PvdA, et avoir comparé Mahomet à Adolf Hitler, il lui fut demandé de laisser son siège au conseil municipal comme membre du PvdA. En refusant de quitter la position, et en continuant à siéger comme membre indépendant, il perdit son appartenance au parti.
Le 4 mars 2009, De Telegraaf publia l'information selon laquelle Ehsan Jami allait recevoir le Danish Free Press Award le 14 mars 2009.

## Sources
- (en) Cet article est partiellement ou en totalité issu de l’article de Wikipédia en anglais intitulé « Ehsan Jami » (voir la liste des auteurs).